# Svídovec
Svídovec je přírodní památka jihozápadně od obce Rohozec v okrese Brno-venkov. Geomorfologicky náleží do Žernovnické hrásti v Boskovické brázdě. Důvodem ochrany je významná lokalita kalcifilních druhů, lada navazující na rozsáhlé, převážně bukové porosty.

## Geologie
Hřbet kóty Svídovec (441 m n. m.) tvoří krystalické vápence devonského stáří. Na jihu na ně nasedají svory a migmatity, na severu biotitické a biotiticko-muskovitické pararuly. Jižní svahy ve spodní části pokrývá spraš, v níž jsou vyerodovány až osm metrů hluboké strže. Z půd jsou ve vrcholové části zastoupeny rendziny, na zalesněných svazích hnědé půdy (kambizem typická), v potoční nivě typické fluvizemě. Na zemědělských plochách na jihu pak hnědozem typická. Antropogenní tvary představují ve vrcholové části mělké kamenolomy s odvaly, na jižních a západních svazích agrární terasy a meze.

## Flóra
Teplomilné a suchomilné travinobylinné porosty s křovinami převládají na východních až jihovýchodních svazích. Ojedinělá je zvláště chráněná vrabečnice roční (Thymelaea passerina) a kapradina vratička měsíční (Botrychium lunaria). K vzácným a ohroženým druhům patří černýš rolní (Melampyrum arvense), čilimník řezenský (Chamaecytisus ratisbonensis), modřenec chocholatý (Muscari comosum) a růže keltská (Rosa gallica). Z dalších rostlin je zastoupen koniklec velkokvětý (Pulsatilla grandis), lomikámen trojprstý (Saxifraga tridactylites), radyk prutnatý (Chondrilla juncea), rozrazil rozprostřený (Veronica prostrata) a vstavač vojenský (Orchis militaris). Ojedinělé je zastoupení jalovce obecného (Juniperus communis).
Na západních a severozápadních svazích ve vzrostlém listnatém lese dominuje buk lesní (Fagus sylvatika), dále z dřevin je to dub zimní (Quercus petraea), habr obecný (Carpinus betulus), javor mléč (Acer platanoides), lípa malolistá (Tilia cordata) a jedle bělokorá (Abies alba). Nepůvodní jsou smrk ztepilý (Picea abies) a borovice lesní (Pinus sylvestris). V bylinném patru lesa roste hrachor jarní (Lathyrus vernus), kyčelnice cibulkonosná (Dentaria bulbifera), medovník velkokvětý (Melittis melissophyllum), náprstník velkokvětý (Digitalis grandiflora), strdivka nicí (Melica nutans), na sušších místech okrotice červená (Cephalanthera rubra), okrotice bílá (C. damasonium) a běžný pryšec chvojka (Euphorbia cyparissias).

## Fauna
Silná je populace ještěrky obecné (Lacerta agilis) a hnízdí tam ťuhýk obecný (Lanius collurio).

## Využití
Na východním svahu je švestkový sad. Ve vrcholové části se nacházejí pozůstatky po lámaní kamene v podobě malých, již zarostlých kamenolomů. Část ploch je kosena.